# Nativo López
Nativo Lopez-Vigil (Los Ángeles, California, 3 de octubre de 1951-20 de mayo de 2019) fue un líder político mexicano-estadounidense y activista de los derechos de los inmigrantes en el sur de California. Fue presidente nacional de la Asociación Política Mexicano Americana y director nacional de Hermandad Mexicana Latinoamericana, una organización de defensa y servicio a la comunidad para inmigrantes mexicanos y latinoamericanos en todo Estados Unidos.

## Primeros años y educación
Creció en Norwalk. Se convirtió en activista en 1968 inspirado en Bert Corona y César Chávez. Estudió en UCLA y en la Universidad Estatal de California. 
Organizó salidas de estudiantes de las escuelas secundarias para demostrar su reforma educativa participó en esfuerzos exitosos para ganar una amnistía a gran escala para inmigrantes indocumentados en 1986 y se involucró en una campaña para permitir que los inmigrantes indocumentados obtuvieran licencias de conducir en la década de 1990.

## Carrera
Fue miembro de la junta escolar de Santa Ana, California, durante seis años, desde 1997 hasta 2003. Fue destituido de su cargo después de una campaña dirigida por Ron Unz, el patrocinador multimillonario de la Proposición 227 de California, que prohibía los programas de educación bilingüe. Fue acusado de no hacer cumplir dicha propuesta, informando a los padres de sus derechos bajo la nueva ley para optar por la educación bilingüe para sus hijos. 
Demandó para desafiar el uso de peticiones de retiro solo en inglés como una violación de la Ley de Derechos de Votación, y ganó en el Noveno Circuito corte federal de apelaciones, aunque el caso aún no está resuelto. Otro tema involucrado en la campaña de retiro fue la propuesta de construcción de una escuela primaria en el lado más rico de Santa Ana, pero con la oposición de la mayoría republicana y el distrito conservador de la ciudad. 
Fue retirado del mercado por el 71 % de los votantes y perdió todos y cada uno de los 16 distritos electorales donde se emitieron los votos incluidas las áreas con mayoría de votantes latinos.
En 2008 aunque vivía solo en su casa de Santa Ana, cambió su registro de votantes a Boyle Heighlla a oficina de Hermandad Mexicana latinoamericana en Los Ángeles el grupo que dirió, y supuestamente emitió un voto ilegal en el condado de Los Ángeles en la primaria presidencial de 2008 en su lugar del condado de Los Ángeles. En la corte, López se involucró en «un proceso judicial tumultuoso, con López encarcelado dos veces después de conflictos con jueces».
Se sometió a varias audiencias y evaluaciones para determinar su capacidad mental para enfrentar un juicio y despidió abruptamente a su abogado y decidió representarse a sí mismo a mediados de 2009. 
Finalmente, en 2011, en un acuerdo con los fiscales se declaró culpable de un delito grave de fraude en el registro de votantes. Los otros siete cargos por delitos graves fueron retirados. Fue sentenciado a un año de libertad condicional por el juez William C. Ryan, y se le ordenó realizar 400 horas de servicio comunitario. 
Murió a los 67 años de un cáncer intestinal.